# 康什河
康什河（法語：Canche，法語發音：[kɑ̃ʃ]）是法国北部的一条河流，位于加来海峡省南部。发源于古伊昂泰尔努瓦附近，向西流入英吉利海峡。全长100.2公里。水流平缓，地势起伏小，沿岸多沼泽、草地和小树林景观。